# Râul Helegiu
Râul Helegiu este un curs de apă, afluent al râului Tazlău. 